# Carlos Lema Garcia
Carlos Lema Garcia (São Paulo, 30 de junho de 1956) é um bispo católico brasileiro, bispo-auxiliar da Arquidiocese de São Paulo e Vigário Episcopal do Vicariato Episcopal para a Educação e a Universidade.

## Biografia
Incorporou-se à Prelazia Pessoal da Opus Dei aos 18 anos. Participou da equipe de apoio para a visita pastoral ao Brasil de São Josemaria Escrivá, fundador do Opus Dei, a quem conheceu pessoalmente. Graduou-se em Direito Civil pela Universidade de São Paulo em 1979. Iniciou os cursos de filosofia e teologia no Studium Generale da Prelazia do Opus Dei no Brasil e concluiu os Estudos Institucionais de Teologia entre os anos 1983-1984, no Colégio Romano da Santa Cruz, seminário internacional da Prelazia do Opus Dei em Roma.
Foi ordenado padre pelo Papa João Paulo II na Basílica de São Pedro em Roma, no dia 2 de junho de 1985. De 1983 a 1987 conviveu com o primeiro Bispo Prelado do Opus Dei, D. Álvaro del Portillo. Obteve o doutorado em Teologia Dogmática em 1987, em Roma, no Centro Acadêmico Romano da Santa Cruz, hoje Pontifícia Universidade da Santa Cruz. Ingressou como professor do Studium Generale da Prelazia do Opus Dei em 1985. Desde 1998 é professor extraordinário de Teologia Moral e Teologia Espiritual do Studium Generale. Desde 2010 desempenhava o cargo de Diretor Espiritual da Opus Dei no Brasil.
Foi nomeado bispo-titular de Álava, para exercer a função de bispo-auxiliar da Arquidiocese de São Paulo em 30 de abril de 2014, pelo Papa Francisco. Foi ordenado bispo na Catedral da Sé por Dom Odilo Scherer, cardeal-arcebispo de São Paulo, no dia 29 de junho.